# Кирхдорф (Хаг ин Обербајерн)
Кирхдорф (њем. Kirchdorf) општина је у њемачкој савезној држави Баварска. Једно је од 31 општинског средишта округа Милдорф ам Ин. Према процјени из 2010. у општини је живјело 1.295 становника. Посједује регионалну шифру (AGS) 9183123.

## Географски и демографски подаци
Кирхдорф се налази у савезној држави Баварска у округу Милдорф ам Ин. Општина се налази на надморској висини од 551 метра. Површина општине износи 21,0 km². У самом мјесту је, према процјени из 2010. године, живјело 1.295 становника. Просјечна густина становништва износи 62 становника/km².